# Константин I (патриарх Константинопольский)
Константин I — патриарх константинопольский (674/675—677).

## Биография
До своего патриаршества Константин был  диаконом и скевофилаксом при соборе Святой Софии.
В 674 или 675 году Константин был возведен на патриаршую кафедру. Известен своей борьбой против монофелитства.

## Почитание
В православной церкви память Константину I совершается 29 июля.